# Антоніо Горостегі
Антоніо Горостегі (ісп. Antonio Gorostegui, 1954) — іспанський яхтсмен.
Срібний призер Олімпійських Ігор 1976 року в класі 470, учасник 1980, 1984 та 1988 років..